# 皮埃尔·孟戴斯-弗朗斯
皮埃爾·孟戴斯-弗朗斯（法語：Pierre Mendès-France，法語發音：[pjɛʁ mɑ̃dɛs fʁɑ̃s]；1907年1月11日—1982年10月18日），法國政治家，曾於1954年至1955年擔任法蘭西第四共和國總理。

## 早年
孟戴斯-弗朗斯是16世紀在法國定居的葡萄牙猶太家庭的後裔。他在巴黎大學接受教育，獲得法學博士學位，並於1928年成為巴黎律師公會最年輕的成員。1924年，他加入了激進黨，這是法國中產階級中左派的傳統政黨。孟戴斯-弗朗斯後與埃及擊劍手萨尔瓦托·西屈雷尔的姪女結婚。

## 第三共和國與二次大戰
曾任厄爾省和伊澤爾省議員。二戰期間被德國監禁但成功逃獄並加入自由法國運動，戴高樂派他出任法屬阿爾及利亞的財務總監，處理布雷頓森林會議談判事宜。

## 第四共和國
戰後孟戴斯-弗朗斯當上經濟部長，卻因為經濟政策上跟勒內·普利文有衝突而被迫辭職。1954年，他代表激進黨組織政府，擔任八個月的法國部長會議主席。
他任內最優先的事項是盡快結束已經不受人民支持的中南半島戰事，民意調查顯示，在1954年2月，只有7％的法國人希望繼續戰鬥，保護印度支那不落入以胡志明為首的共產黨人和越盟運動的手中。1954年日內瓦會議中法國同意完全撤出越南，並承認越南、寮國、柬埔寨為獨立國家，以北緯17度線作為南北越分治線，並進行普選來決定越南的未來，但在美國干涉之下選舉從未舉行。
1954年孟戴斯-弗朗斯曾秘密批准法國國防部研發原子彈，1960年法國第一枚自主研發的原子彈在藍色跳鼠試驗中引爆。

## 第五共和國
像當時大多數法國左派一樣，孟戴斯-弗朗斯反對戴高樂於1958年5月上台。阿爾及利亞問題導致第四共和國體制崩潰，第五共和國成立。他領導了一個反對戴高樂派別，但在1958年11月的選舉中失去國會席位。1959年，他與激進黨脫離關係，激進黨的多數派支持戴高樂。孟戴斯-弗朗斯隨後加入了一個左翼的知識分子小黨——統一社會黨（Parti SocialisteUnifié, PSU）。